# Мену (коммуна)
Мену́ (фр. Menoux) — коммуна во Франции, находится в регионе Франш-Конте. Департамент — Верхняя Сона. Входит в состав кантона Аманс. Округ коммуны — Везуль.
Код INSEE коммуны — 70341.

## География
Коммуна расположена приблизительно в 310 км к юго-востоку от Парижа, в 65 км севернее Безансона, в 22 км к северу от Везуля.

## Население
Население коммуны на 2010 год составляло 288 человек.
| 1962 | 1968 | 1975 | 1982 | 1990 | 1999 | 2010 |
| ---- | ---- | ---- | ---- | ---- | ---- | ---- |
| 222  | 240  | 233  | 239  | 208  | 229  | 288  |

## Экономика

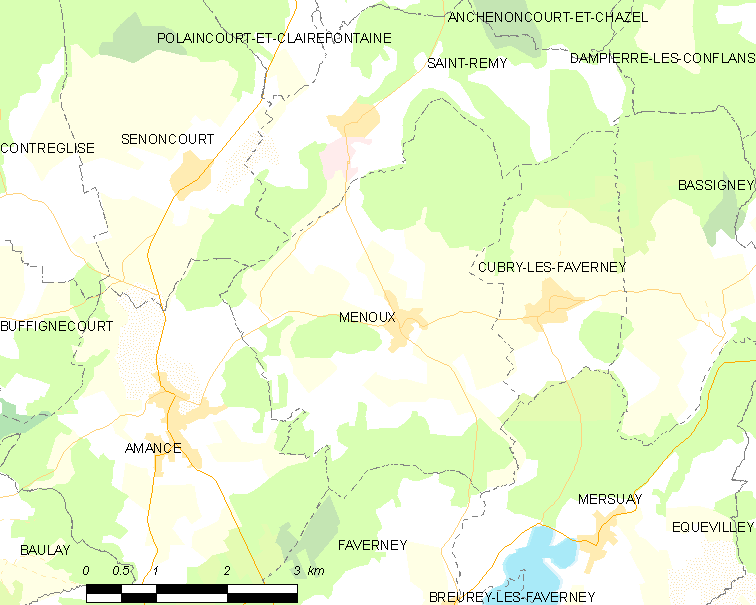
Карта коммуны

В 2010 году среди 183 человек трудоспособного возраста (15—64 лет) 147 были экономически активными, 36 — неактивными (показатель активности — 80,3 %, в 1999 году было 70,5 %). Из 147 активных жителей работали 134 человека (74 мужчины и 60 женщин), безработных было 13 (8 мужчин и 5 женщин). Среди 36 неактивных 13 человек были учениками или студентами, 14 — пенсионерами, 9 были неактивными по другим причинам.